# Maison de Sava Nedeljković
La maison de Sava Nedeljković (en serbe cyrillique : Кућа Саве Недељковића ; en serbe latin : Kuća Save Nedeljkovića) est située à Belgrade, la capitale de la Serbie, dans la municipalité urbaine de Zemun. En raison de sa valeur architecturale, cette maison, construite en 1905, figure sur la liste des biens culturels de la Ville de Belgrade.

## Présentation
La maison, située 41 rue Cara Dušana, a été construite en 1905 d'après les dessins d'un architecte inconnu. Elle a été conçue pour le pharmacien Sava Nedeljković. Bâtie sur un plan en L, elle possède une façade richement ornée dans l'esprit de l'Art nouveau.